# Medica (entreprise)
Pour les articles homonymes, voir Medica.
Medica est une entreprise française qui exploite des établissements dans le secteur des Ehpad et dans le secteur sanitaire, avec des établissements de soins de suite et de réadaptation et des cliniques psychiatriques. Elle se développe depuis le début des années 2000 grâce à des acquisitions. Medica change plusieurs fois de propriétaires et est finalement fusionné avec Korian en 2014.

## Historique
En 1968, Pierre Burel fonde Medica en ouvrant sa première maison de retraite. Entre 1970 et 1990, Medica construit et acquiert en France 23 établissements principalement des maisons de retraite, mais aussi des établissements de soins de suite,.
En 1999, Medica est racheté à son fondateur par la Société Centrale Immobilier de la Caisse des Dépôts (la SCIC renommée ultérieurement Icade), filiale de la Caisse des dépôts et consignations. 
En juillet 2003, la Caisse des dépôts souhaite vendre Medica. Des offres d'achats proposées respectivement par les groupes Medidep et Orpea ainsi que par le holding Batipart, échouent.
En octobre 2003, c'est finalement le fonds d'investissement BridgePoint qui achète Medica pour 330 millions d'euros,. Cette vente rapporte une plus-value de 66 millions d'euros à la Caisse des Dépôts.
En 2005, Medica élargit sa stratégie à l’international, et s’implante sur le marché italien,.
En 2006, le fonds d’investissement BC Partners ainsi qu'AXA Pivate Equity et les dirigeants de Medica rachètent Medica qui est valorisé 750 millions d'euros,,.
En février 2010, le groupe Medica est coté en bourse sur NYSE Euronext Paris et lève, par augmentation de capital, 275 millions d'euros. Ce qui lui permet de se désendetter et de se développer,.
En mai 2011, BC Partners, le fonds qui avait acquis Medica par LBO, sort du capital.  En novembre, l'AMF reçoit une déclaration du groupe d'assurance Covéa indiquant détenir, par l’intermédiaire de ses sociétés, 21,3 % du capital et des droits de vote de Medica,.
En 2013, Medica acquiert, pour environ 200 millions d'euros, l'entreprise belge Senior Living Group (183 millions d'euros de chiffre d'affaires en 2012).
Le 18 mars 2014, les assemblées générales mixtes des actionnaires de Korian (1 345 millions d'euros de chiffre d'affaires en 2012) et de Medica (901 millions de chiffre d'affaires en 2012) approuve la fusion-absorption de Medica par Korian,. Cette opération marque l'aboutissement du rapprochement entre les deux sociétés lancé le 18 novembre 2013,. Korian et Medica donnent ainsi naissance à la première entreprise européenne de maisons de retraite en Europe, avec 40 % du chiffre d'affaires réalisé hors de France,,.
|                                          | 1999  | 2000 |  | 2003  |  | 2005 | 2006  |  | 2009   | 2010  |  | 2012 | 2013   |
| ---------------------------------------- | ----- | ---- |  | ----- |  | ---- | ----- |  | ------ | ----- |  | ---- | ------ |
| Chiffre d'affaires (en millions d'euros) |       | 69   |  | 210   |  | 272  | 324   |  | 480    |       |  | 901  |        |
| Résultat net (en millions d'euros)       |       |      |  |       |  |      |       |  |        |       |  |      |        |
| Nombre d'employés                        |       |      |  |       |  |      |       |  |        |       |  |      | 15 000 |
| Nombre d'établissements                  | 22    |      |  |       |  | 103  | 126   |  | 132    |       |  |      |        |
| Nombre de lits                           | 2 500 |      |  | 7 225 |  |      | 9 462 |  | 11 300 | 13800 |  |      | 23 000 |